# Tim Booth
Timothy John Booth, mais conhecido como Tim Booth (Bradford, 4 de fevereiro de 1960), é um  cantor, dançarino e actor inglês, mais conhecido por ser o vocalista da banda James.
Booth é tio paterno da atriz portuguesa Maya Booth